# IC 770
IC 770 је елиптична галаксија у сазвјежђу Дјевица која се налази на листи објеката дубоког неба у Индекс каталогу.
Деклинација објекта је - 4° 33' 10" а ректасцензија 12h 13m 2,3s. Привидна величина (магнитуда) објекта IC 770 износи 14,8 а фотографска магнитуда 15,8. IC 770 је још познат и под ознакама NPM1G -04.0396, PGC 1056625.